# Anthogorgia
Anthogorgia is een geslacht van neteldieren uit de klasse van de Anthozoa (bloemdieren).

## Soorten
- Anthogorgia agraricus Verrill, 1922
- Anthogorgia annectens Thomson & Dean, 1931
- Anthogorgia aurea Nutting, 1910
- Anthogorgia bocki Aurivillius, 1931
- Anthogorgia caerulea Grasshoff, 2000
- Anthogorgia divaricata (Verrill, 1865)
- Anthogorgia glomerata Thomson & Simpson, 1909
- Anthogorgia grandiflora Kükenthal, 1924
- Anthogorgia japonica Studer, 1889
- Anthogorgia ochracea Grasshoff, 1999
- Anthogorgia racemosa Thomson & Simpson, 1909
- Anthogorgia verrilli Nutting, 1910
- Anthogorgia verrilli Thomson & Henderson, 1906